# Säkularinstitut Ancillae Sanctae Ecclesiae

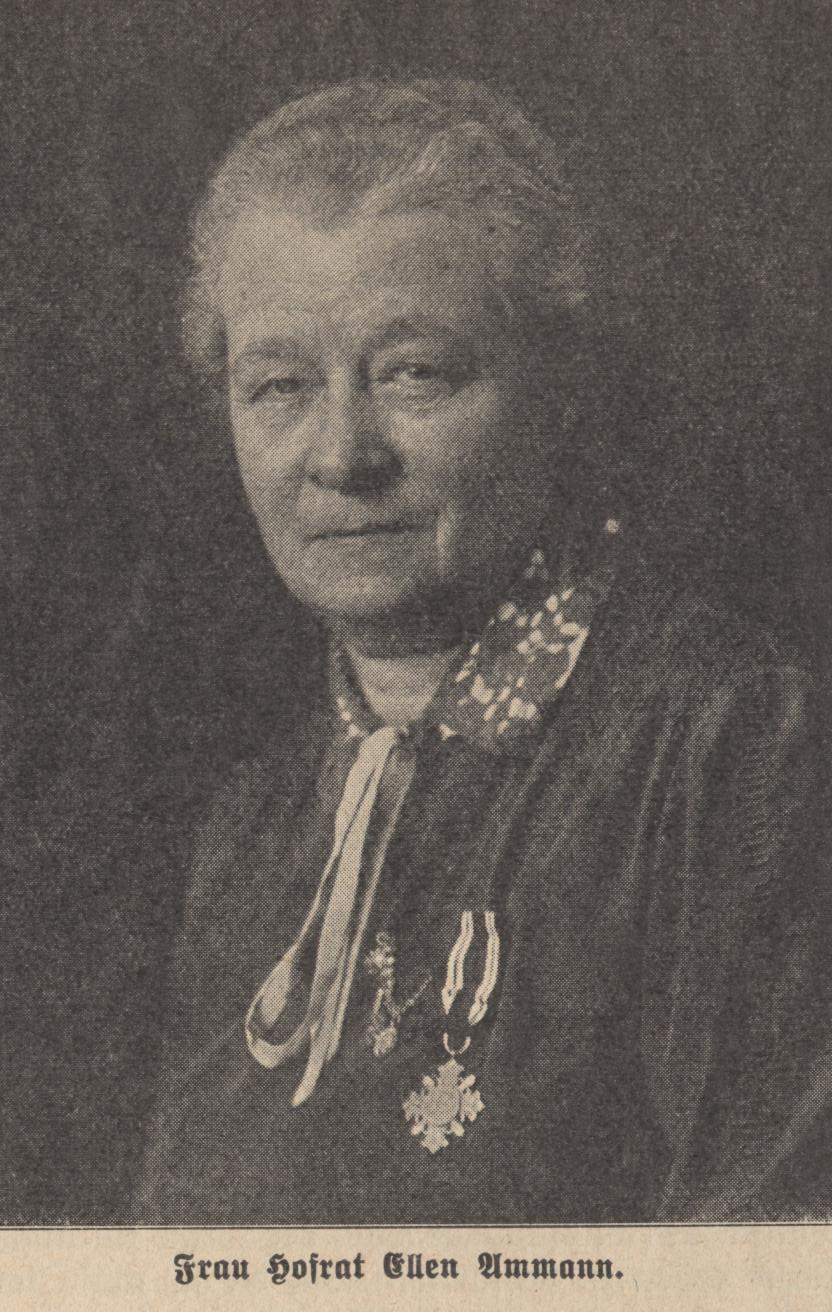
Ellen Ammann mit dem päpstlichen Orden „Pro Ecclesia et Pontifice“

Das Säkularinstitut Ancillae Sanctae Ecclesiae (ASE, de: Dienerinnen der Heiligen Kirche) ist ein deutsches, in München beheimatetes, römisch-katholisches Institut des geweihten Lebens in Form eines Säkularinstitutes. Die Gemeinschaft wurde ursprünglich 1919 als „Vereinigung katholischer Diakoninnen“ von der Schwedin Ellen Ammann in München gegründet.

## Geschichte
Ellen Ammann (1870–1932) war eine engagierte Politikerin, bayrische Landtagsabgeordnete und kirchliche Aktivistin.  Sie entwickelte zunächst den Gedanken vom „Dritten Beruf“, der sich in einem Gott-geweihten, aber berufstätigen Leben neben der Ordensfrau und verheirateten Frauen und Müttern als Frau in sozialer Profession einordnen sollte. 1904 gründet sie den ersten Zweigverein des Katholischen Frauenbundes in München (heute KDFB). 1911 veröffentlicht sie ihre erste Idee vom „Dritten Beruf“. Gemeinsam mit Erzbischof Michael Faulhaber von München und Freising und 7 Gründungsmitgliedern rief sie 1919 die erste spirituell geprägte Frauengruppe mit dem Namen „Vereinigung Katholischer Diakoninnen“ ins Leben. Ziel war, aus dem Glauben und gemeinsamen Gebet die Kraft für das soziale und gesellschaftspolitische Engagement zu schöpfen und eine spirituelle Quelle für Frauen im „Dritten Beruf“ zu bieten. Die Gemeinschaft erwarb in der Clemensstraße in München ein Haus. Dieses entwickelte sich zum Zentrum der Aktivitäten und ist bis heute die Heimat der Gemeinschaft geblieben. 1952 erhielt die Gemeinschaft von der früheren Religiosenkongregation in Rom die Anerkennung als Säkularinstitut und erhielt von der Kirche den neuen Namen „Ancillae Sanctae Ecclesiae – Dienerinnen der Heiligen Kirche“.
Die Mitglieder der ASE treffen sich in kleinen Regionalgruppen in München und Fürstenfeldbruck, es leben aber auch Einzelmitglieder in Nürnberg, Berlin, Mannheim und Dortmund. Das Säkularinstitut hat zurzeit 30 Mitglieder, die an individuellen Orten und in unterschiedlichen Lebenszusammenhängen leben, jedoch geistlich verbunden sind.

## Geistliche Leitgedanken
Die Mitglieder wollen im Sinne der christlichen Diakoninnen mit ihrem Leben und Glauben, ihren persönlichen Begabungen und Möglichkeiten andere Menschen in einem sinnerfüllten Alltag begleiten.  Zu ihren Leitpersonen zählen beispielhaft die biblischen Frauen Lydia (Apostelgeschichte 16,14 ),  Tabitha (Apostelgeschichte 9,36 ), Phöbe (Römerbrief 16,1  16,1), Tryphosa (Römerbrief 16,12 ) und Julia (Römerbrief  16, 15 ). Die Gründerin Ellen Ammann prägte für die Gemeinschaft den Grundsatz:
„Nichts Außergewöhnliches, aber das Gewöhnliche außergewöhnlich gut und endlich beharrlich.“
Die Gemeinschaft gestaltet ihr Leben nach den drei Räten Armut, Ehelosigkeit und Gehorsam aus dem Evangelium. Alle Mitglieder unterliegen einer Gemeinschaftsregel, die als Grundlage das geschwisterliche Miteinander beinhaltet. Zu einem spirituell von Ignatius von Loyola, dem Gründer des Jesuitenordens, geprägten Gemeinschaftsleben gehört die Teilnahme an der Eucharistiefeier, Gebet und Meditation, Schriftlesung und Tagesrückblick.

## Aktivitäten
Im Stammhaus finden die meisten gemeinschaftlichen Aktivitäten statt, z. B. monatliche Treffen der Regionalgruppen und Fortbildungsangebote. Jährliche Exerzitien und Einkehrtage finden in Bildungshäusern oder Klöstern statt. Es wird ein monatlicher Rundbrief publiziert. Die Gemeinschaft betreibt eine eigene Internetseite: Die ASE ist in ihrem Engagement auch verbunden mit den weiteren Gründungen von Ellen Ammann, z. B. mit dem Katholischen Deutschen Frauenbund, mit In Via München e.V., der [Kath. Bahnhofsmission München] und der Polizeiseelsorge München.